# Писарева, Мария Герасимовна
Мари́я Гера́симовна Пи́сарева (19 апреля 1933 — 11 декабря 2023) — советская легкоатлетка, серебряный призёр Олимпийских игр. Вдова легкоатлета Отто Григалки.

## Карьера
Родилась в 1933 году.
На Олимпиаде в Мельбурне в 1956 году Мария завоевала серебряную медаль, разделив её с британкой Тельмой Хопкинс и уступив лишь американке Милдред Макдэниэл.
Чемпионка СССР 1955 года.
Умерла 10 декабря 2023 года.

## Награды
- Медаль «За трудовую доблесть» (27.04.1957) — «за успехи, достигнутые в деле развития массового физкультурного движения в стране, повышения мастерства советских спортсменов, и успешное выступление на международных соревнованиях»